# Gène et protéine CFTR
Pour les articles homonymes, voir CFTR.
Dans l'espèce humaine comme chez les autres mammifères, le gène CFTR (pour l'anglais cystic fibrosis transmembrane conductance regulator) code une protéine membranaire, dite aussi CFTR, qui est responsable du flux d'ions chlorure. Chez l'humain, le gène CFTR est localisé sur le locus 7q31.2, donc dans la sous-bande 2 de la bande 1 de la région 3 du bras long du chromosome 7. Il est constitué d'environ 250 000 paires de bases et contient 27 exons,. Des mutations de ce gène sont responsables de la mucoviscidose, la maladie génétique la plus fréquente dans la population caucasienne, et de l'absence bilatérale des canaux déférents (en) (ABCD).
La protéine CFTR est un membre de la superfamille des transporteurs ABC, que l'on retrouve dans tous les domaines du vivant (bactéries, archées et eucaryotes). Elle se distingue de tous les autres membres de cette superfamille par son statut de canal ionique ainsi que par la présence de son domaine régulatoire (R), unique. Elle forme un canal perméable aux ions chlorure et thiocyanate, des cellules épithéliales.

## Le gène

### Histoire
L'étude de la transmission de la mucoviscidose dans de grandes familles aboutit à la découverte en 1985 de liaisons génétiques entre la maladie et deux marqueurs génétiques :
- le gène PON qui code une enzyme, la paraxonase plasmatique ;
- le fragment RFLP appelé DOCRI 917.

Le gène CFTR fut découvert en 1989 par une équipe canadienne, dirigée par Lap-Chee Tsui.
La découverte de ce gène est un bon exemple de clonage positionnel qui consiste  à  identifier  un  gène  responsable d'un phénotype  à  partir  de  sa localisation chromosomique déterminée par des analyses de liaison génétique dans des familles (ou par croisement chez des animaux ou des plantes).

### Mutations
On connaît plus de 1 900 mutations du gène CFTR, qui à l'état homozygote entraînent l'apparition de la mucoviscidose. La plus fréquente, dite p.Phe508del, supprime le 508e acide aminé.
La fréquence significative d'une mutation aussi délétère (la maladie touchant un nouveau-né sur 2 000 à 3 000 en Europe, on estime à 4 % la proportion d'Européens porteurs sains, c'est-à-dire hétérozygotes pour ce gène) est étonnante, l'évolution étant a priori capable d'éliminer la mutation ou d'en limiter bien plus la prévalence. L'explication est en fait la même que pour l'anémie falciforme : à l'état hétérozygote la mutation entraîne un avantage sélectif, en l'occurrence une résistance accrue aux diarrhées sécrétoires dues au choléra et à d'autres contaminations bactériennes (pour l’anémie falciforme, l’avantage sélectif est pour le paludisme). Ce sont deux exemples de « polymorphisme équilibré », c’est-à-dire d’un avantage à l’état hétérozygote, mais d’un inconvénient à l’état homozygote. De fait, la mutation est apparue au début de l'âge du bronze en Europe de l'Ouest et du Nord, puis s'est répandue vers le sud et l'est de concert avec la culture campaniforme des éleveurs de bétail (et consommateurs de produits laitiers),.

## La protéine

La protéine CFTR.

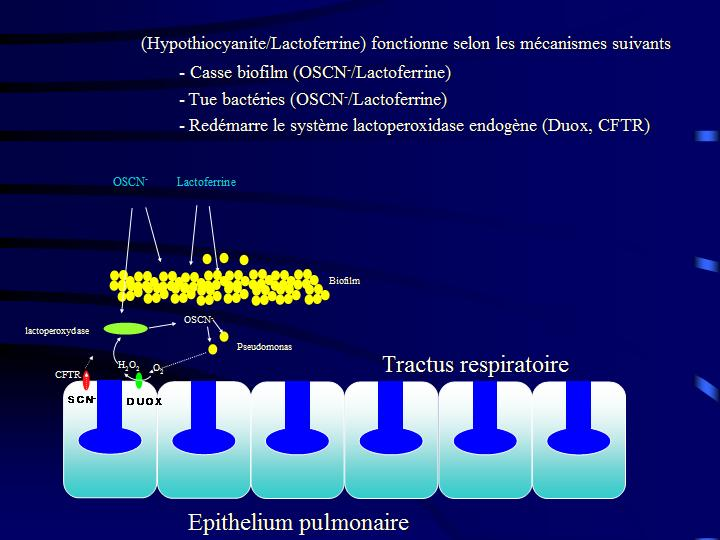
Schéma de défense immunitaire antimicrobienne du poumon, rôle du CFTR

La protéine CFTR comporte environ 1 480 acides aminés. Logée dans la membrane des cellules, elle sert de canal pour les ions chlorure.

### Rôle
La protéine est exprimée dès la vie fœtale.
Il s'agit d'un canal ionique permettant le passage des ions chlorure (Cl−), régulé par l'AMP cyclique. Son activité permet également l'hydratation du mucus en favorisant la sécrétion d'eau et en inhibant une pompe à sodium épithéliale. Elle favorise aussi le passage d'ions bicarbonates dans le mucus et contrôle ainsi son acidité. Cette alcalinisation pourrait être importante, car un mucus trop acide a des propriétés antibactériennes moindres.
Différentes mutations dans la séquence de la protéine CFTR peuvent entraver sa fonction chez les personnes atteintes de mucoviscidose. Elles sont responsables d'un défaut de transport des ions halogènes chlore (Cl−), iode (I−), brome (Br−) et pseudohalogène thiocyanate (SCN−) au travers de la membrane plasmique, entraînant un déséquilibre électrolytique dans les sécrétions épithéliales. Il en résulte une concentration accrue en ions chlorure et sodium (Na+) aussi bien dans le mucus pulmonaire que dans les sécrétions pancréatiques, entraînant une insuffisance pancréatique. Le déséquilibre de la concentration en électrolytes de l'épithélium pulmonaire favorise les infections pulmonaires caractéristiques de la mucoviscidose. De fait, les composés du système endogène de défense immunitaire du poumon de type hypoiodite (OI−), hypochlorite (OCl−) et hypothiocyanite (OSCN−) ne peuvent être produits et en conséquence, les mécanismes de défenses antimicrobiens sont inhibés,. La concentration en Na+ et Cl− est également accrue dans la sueur des patients, une propriété utilisée pour établir le diagnostic de la maladie.

### Régulation
La régulation du canal CFTR débute lors de la fixation d’hormones comme le glucagon, l’adrénaline, l’acétylcholine, ..) sur les récepteurs de l’adénylate cyclase. Cette enzyme déclenche alors la production d’AMP cyclique dans la cellule, augmentant sa concentration intracellulaire. 
Cette augmentation entraîne d’abord la phosphorylation du domaine régulateur R par la PKA, l’ATP peut alors se fixer sur les deux domaines NBD, ce qui déclenche leur dimérisation et des changements conformationnel influençant donc l’inclinaison des hélices membranaires, permettant l’ouverture du canal. L’ATP est alors hydrolysé en ADP, le canal est fermé et l’ADP est libéré.
Le canal CFTR est aussi régulé par la concentration en Mg2+ intracellulaire, qui est elle-même contrôlé par un autre canal, le canal TRMP7. Le canal CFTR est donc lié au fonctionnement du canal TRMP7.

### Cible thérapeutique
L'ivacaftor permet d'augmenter la probabilité de l'ouverture d'un canal CFTR. La molécule semble pallier certains symptômes de la mucoviscidose par ce biais.